# Großer Preis von Frankreich 1933

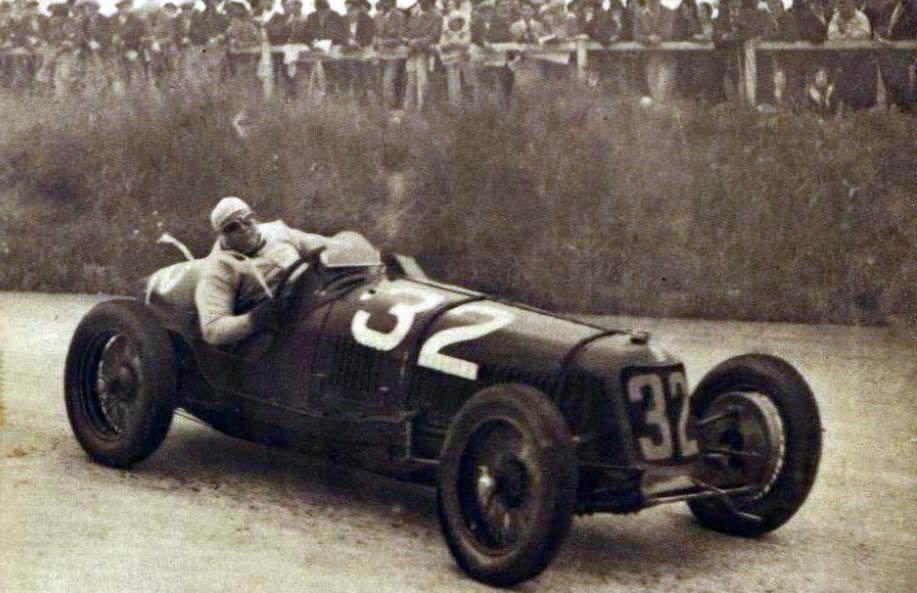
Rennsieger Giuseppe Campari

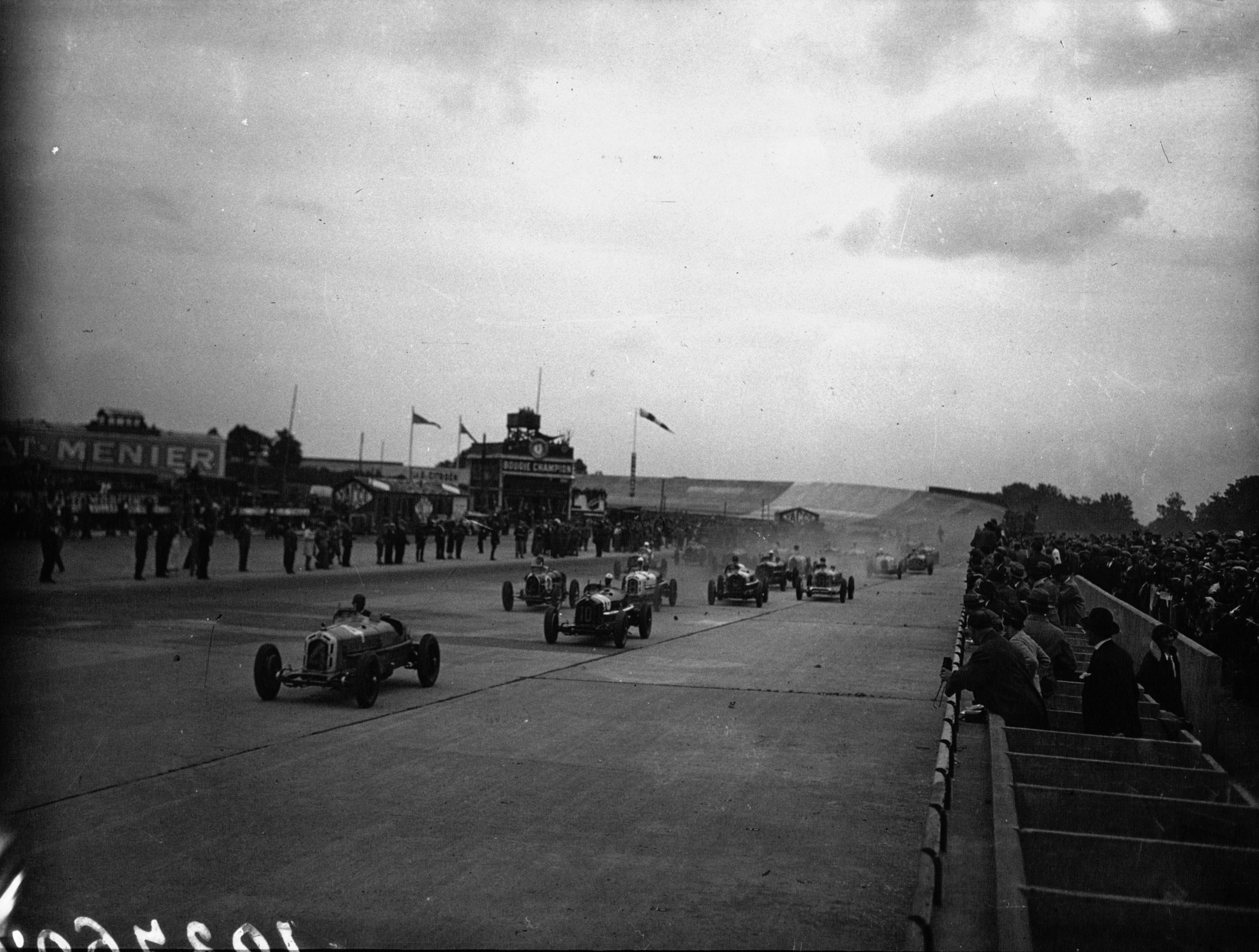
Start zum Großen Preis von Frankreich

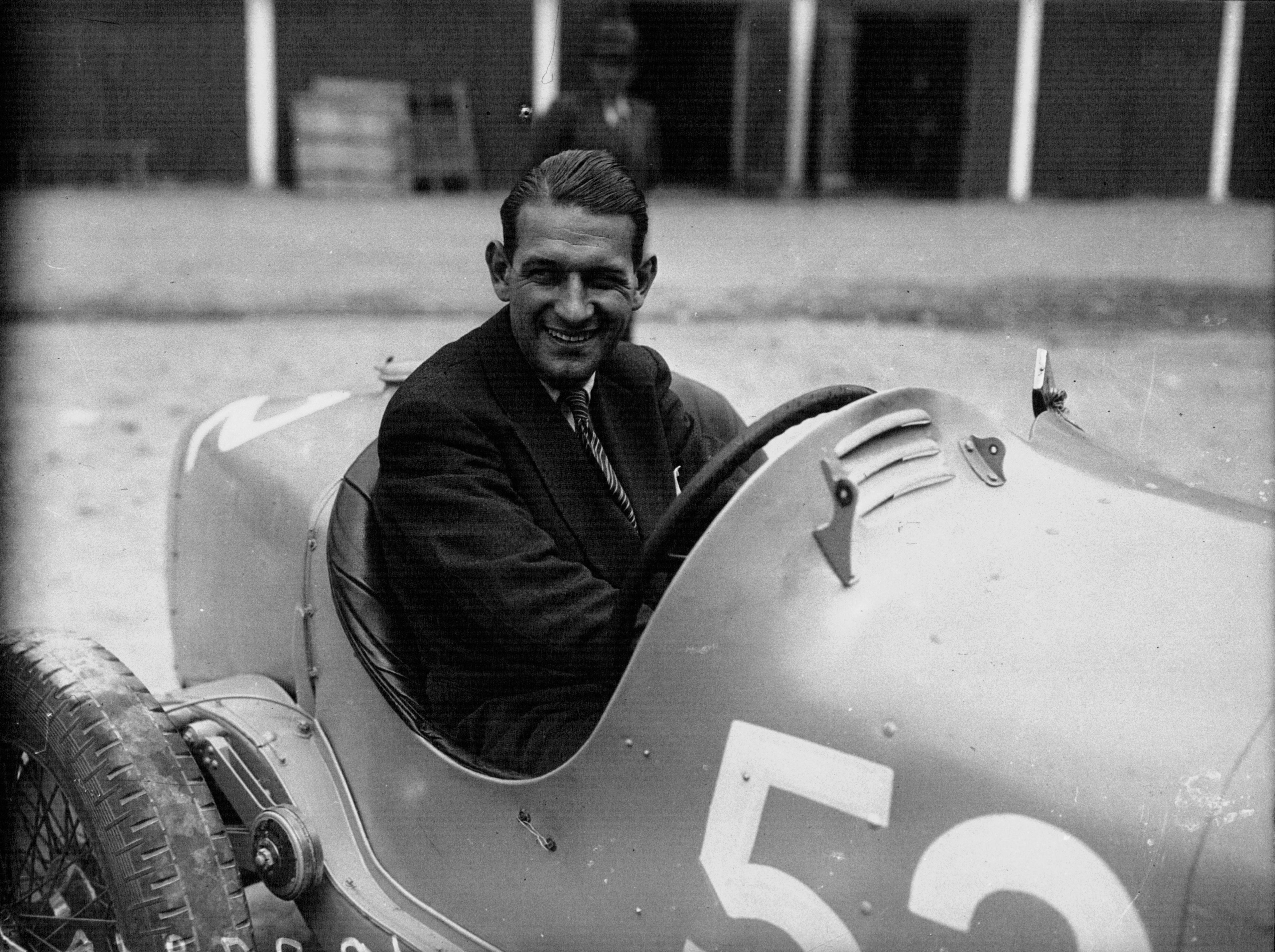
Der viertplatzierte Raymond Sommer

Der XIX. Große Preis von Frankreich (XIX Grand Prix de l’Automobile Club de France) fand am 11. Juni 1933 auf dem Autodrome de Linas-Montlhéry in Frankreich statt. Er zählte zu den Grandes Épreuves und wurde über 40 Runden à 12,50 km ausgetragen, was der vorgegebenen Mindestdistanz von 500,0 km entsprach.
Sieger des Rennens wurde Giuseppe Campari auf einem Maserati 8C-3000. Es war der erste Sieg für die italienische Marke bei einem offiziellen internationalen Grand Prix und gleichzeitig der letzte Grand-Prix-Erfolg des Italieners, der drei Monate später bei einem Unfall im Rennen um den Großen Preis von Monza ums Leben kam.

## Rennen
1933 gastierte der Grand Prix de l’ACF zum bislang insgesamt vierten Mal auf der permanenten Rennstrecke von Linas-Montlhéry. Aufgrund seiner langen Tradition wurde das Rennen immer noch als Saisonhöhepunkt angesehen und um ein dafür angemessenes Teilnehmerfeld zusammenzubekommen – und dabei entgegen der bislang meist geübten Praxis auch den Privatfahrern entgegenzukommen – war in diesem Jahr die Einschreibegebühr drastisch abgesenkt worden. Gleichzeitig wurde auch stattliche Preisgelder und Bonuszahlungen für bestimmte Zwischenwertungen in Aussicht gestellt. Umso enttäuschender war für den Veranstalter der extrem kurzfristige Rückzug des kompletten Bugatti-Rennstalls, auf dessen neues Grand-Prix-Modell das einheimische Publikum mit Spannung gewartet hatte. Das Werk befand sich aufgrund des stockenden Absatzes seiner Renn- und Sportwagen infolge der Weltwirtschaftskrise in Schwierigkeiten und hatte aus diesem Grund einen öffentlichen Auftrag zur Fertigung von Triebwagen übernommen. Darüber hatte die Entwicklung des Bugatti Type 59 zurückstehen müssen, während man sich für die altbewährten, aber mittlerweile gegenüber der Konkurrenz untermotorisierten Bugatti Type 51 auf dem schnellen Kurs keine großen Chancen ausrechnete.
Für den Automobile Club de France war dies ein herber Rückschlag, zumal die Teilnehmerliste im Vorfeld ohnehin bereits einige schmerzliche Lücken aufwies, darunter die drei zuvor tödlich verunglückten französischen Fahrer Frédéric Toselli, Louis Trintignant und Guy Bouriat, der verletzte deutsche Spitzenfahrer Rudolf Caracciola und der an einer Blutvergiftung erkrankte Brite Sir Henry „Tim“ Birkin, der wenig später an dieser verstarb. Ebenfalls nicht mit von der Partie war Luigi Fagioli, der langjährige Stammfahrer bei Maserati, mit dessen neuem 3-Liter-Monoposto Maserati 8CM stattdessen der zahlende Kunde Goffredo Zehender zusammen mit Giuseppe Campari auf einem noch zweisitzigen Vorjahresmodell mit gleicher Motorisierung an den Start ging.
Beinahe wäre die Katastrophe für den Veranstalter komplett gewesen, denn auch die Teilnahme der Scuderia Ferrari mit ihrem Top-Star Tazio Nuvolari und Mario Umberto Borzacchini und Piero Taruffi als weitere Fahrer blieb bis kurz vor dem Start unsicher. Die Mannschaft war überhaupt erst am Vortag des Rennens angereist und in der einzigen Trainingssitzung hatte der ohnehin mit Wagen und Team unzufriedene Nuvolari seinen auf 2,65 Liter Hubraum aufgebohrten Alfa Romeo Typ „Monza“ mit gebrochener Kompressor-Antriebswelle abgestellt, so dass ihm Borzacchini am Renntag sein Auto abtreten musste.
Als weitere aussichtsreiche Konkurrenten galten die beiden unabhängigen Fahrer Louis Chiron und Philippe Étancelin auf ihren noch mit den schwächeren 2,3-Liter-Originalmotoren ausgerüsteten Alfa Romeo „Monza“, Marcel Lehoux auf seinem in etwa gleichstarken Bugatti Type 51 sowie der polnische Fahrer Graf Stanisław Czaykowski auf seinem Bugatti Type 54, der mit seinem 5-Liter-Reihenachtzylinder zwar stark motorisiert war, aber aufgrund des hohen Gewichts ein problematisches Fahrverhalten aufwies.
Trotz der zahlreichen Abgänge im Vorfeld versammelten sich 19 Teilnehmer zum Start, dessen Aufstellung im Unterschied zum vorangegangenen Rennen in Monaco nach wie vor ausgelost wurde. So musste sich Campari in der ersten Runde an neun Wagen vorbeikämpfen, um sich in der zweiten Position hinter dem aus der zweiten Reihe gestarteten Nuvolari einreihen zu können. Dahinter benötigten Chiron und Étancelin einige Runden, um an Taruffi vorbeizugehen, der seine beiden schnelleren Konkurrenten – entgegen dem damals geltenden Verhaltenskodex – auf der engen Strecke absichtlich jede Überholmöglichkeit verwehrt hatte.
Bereits nach der sechsten bzw. der siebten Runde waren die Alfa Romeo von Nuvolari und Chiron mit Differentialschaden – der notorischen Schwachstelle des Typs „Monza“ – aus dem Rennen. Damit hatte Campari nun die alleinige Führung inne und konnte diese gegenüber den um Platz zwei kämpfenden Étancelin und Taruffi weiter ausbauen. Etwa zur Halbzeit des Rennens standen die fälligen Boxenstopps an und Nuvolari übernahm bei dieser Gelegenheit das Auto seines Teamkollegen Taruffi, mit dem er jedoch nach wenigen Runden noch einmal mit dem gleichen Problem strandete. Der frustrierte Italiener hatte damit an einem Wochenende bereits das dritte Auto verschlissen.
Insgesamt waren zu diesem Zeitpunkt nur noch sechs Wagen im Rennen, das aber nun doch noch einmal Fahrt aufnahm. Campari, der aufgrund der schlechten Straßenlage seines Maserati stark erhöhten Reifenverschleiß zu verzeichnen hatte, musste in der 28. Runde noch einmal zum Wechsel an die Box, wodurch nun Étancelin mit einer halben Minute Vorsprung in Führung lag. Campari arbeitete sich danach aber Sekunde um Sekunde wieder an den Franzosen heran, nur um vier Runden vor Schluss bei einsetzendem Regen noch ein weiteres Mal Reifen wechseln zu müssen. Damit schien die Entscheidung gefallen, doch geriet jetzt Étancelin zunehmend in Schwierigkeiten, der sein Auto mit nachlassender Kupplung kaum noch schalten konnte. In der letzten Runde war der Alfa Romeo schließlich so langsam, dass Campari die Ziellinie als Erster überquerte.
Für Maserati war dies ein großartiger Erfolg, der erste Sieg bei einem Grande Épreuve und damit der bislang größte Erfolg in der Markengeschichte überhaupt stand damit aber noch keineswegs fest. Camparis Auto war bei einem seiner Stopps von gleich zwei Mechanikern angeschoben worden, während laut Reglement neben dem Fahrer selbst nur jeweils eine Person am Auto Hand anlegen durfte. Im Gegensatz zu Nuvolaris ähnlichem Fall zuvor in Monte Carlo wurde Campari für diesen Verstoß jedoch nicht disqualifiziert, sondern wurde lediglich mit einer Geldbuße belegt.

## Ergebnisse

### Meldeliste
| Team                        | Nr. a | Fahrer                  | Info  | Chassis          | Motor                         | Reifen |
| --------------------------- | ----- | ----------------------- | ----- | ---------------- | ----------------------------- | ------ |
| Earl Howe                   | 02    | Earl Howe               |       | Bugatti T51      | Bugatti 2.3L I8 Kompressor    | D      |
| Pierre Félix                | 04    | Pierre Félix            |       | Alfa Romeo Monza | Alfa Romeo 2.3L I8 Kompressor |        |
| Juan Zanelli                | 06    | Juan Zanelli            |       | Alfa Romeo Monza | Alfa Romeo 2.3L I8 Kompressor |        |
| Equipe Villars-Waldthausen  | 08    | Julio Villars           |       | Alfa Romeo Monza | Alfa Romeo 2.3L I8 Kompressor | MZ     |
| Equipe Villars-Waldthausen  | 28    | Horst von Waldthausen   |       | Alfa Romeo Monza | Alfa Romeo 2.3L I8 Kompressor | MZ     |
| Scuderia Ferrari            | 10    | Tazio Nuvolari          |       | Alfa Romeo Monza | Alfa Romeo 2.6L I8 Kompressor | E      |
| Scuderia Ferrari            | 14    | Baconin Borzacchini     | DNS b | Alfa Romeo Monza | Alfa Romeo 2.6L I8 Kompressor | E      |
| Scuderia Ferrari            | 38    | Piero Taruffi c         |       | Alfa Romeo Monza | Alfa Romeo 2.6L I8 Kompressor | E      |
| Goffredo Zehender           | 12    | Goffredo Zehender       |       | Maserati 8CM     | Maserati 3.0L I8 Kompressor   |        |
| Officine Alfieri Maserati   | 12    | Luigi Fagioli           | DNA d | Maserati 8CM     | Maserati 3.0L I8 Kompressor   | P      |
| Officine Alfieri Maserati   |       | Ernesto Maserati        | DNA e | Maserati 8CM     | Maserati 3.0L I8 Kompressor   | P      |
| Automobiles Ettore Bugatti  | 16    | Achille Varzi           | DNA f | Bugatti T59      | Bugatti 2.8L I8 Kompressor    | M      |
| Automobiles Ettore Bugatti  | 20    | Albert Divo             | DNA f | Bugatti T51      | Bugatti 2.3L I8 Kompressor    | M      |
| Automobiles Ettore Bugatti  | 30    | William Grover-Williams | DNA f | Bugatti T51      | Bugatti 2.3L I8 Kompressor    | M      |
| Automobiles Ettore Bugatti  | 50    | René Dreyfus            | DNA f | Bugatti T51      | Bugatti 2.3L I8 Kompressor    | M      |
| Automobiles Ettore Bugatti  |       | Guy Bouriat             | DNA g | Bugatti T51      | Bugatti 2.3L I8 Kompressor    | M      |
| Bernard Rubin               | 18    | George Eyston           | DNA   | Alfa Romeo Monza | Alfa Romeo 2.3L I8 Kompressor | D      |
| Bernard Rubin               |       | Tim Birkin              | DNA h | Alfa Romeo Monza | Alfa Romeo 2.3L I8 Kompressor | D      |
| Graf Stanisław Czaykowski   | 22    | Stanisław Czaykowski    |       | Bugatti T54      | Bugatti 5.0L I8 Kompressor    |        |
| Pierre Bussienne            | 24    | Pierre Bussienne        |       | Bugatti T51      | Bugatti 2.3L I8 Kompressor    |        |
| Philippe Étancelin          | 26    | Philippe Étancelin      |       | Alfa Romeo Monza | Alfa Romeo 2.3L I8 Kompressor |        |
| Giuseppe Campari            | 32    | Giuseppe Campari        |       | Maserati 8C-3000 | Maserati 3.0L I8 Kompressor   |        |
| Prinz Nikolaus von Rumänien | 34    | Nikolaus von Rumänien   | DNA   | Bugatti          |                               |        |
| Jean Gaupillat              | 36    | Jean Gaupillat          |       | Bugatti T51      | Bugatti 2.3L I8 Kompressor    | M      |
| Benoît Falchetto            | 38    | Benoît Falchetto        | DNA   | Bugatti T51      | Bugatti 2.3L I8 Kompressor    |        |
| Scuderia Chiron-Caracciola  | 42    | Louis Chiron            |       | Alfa Romeo Monza | Alfa Romeo 2.3L I8 Kompressor |        |
| Scuderia Chiron-Caracciola  |       | Rudolf Caracciola       | DNA i | Alfa Romeo Monza | Alfa Romeo 2.3L I8 Kompressor |        |
| Marcel Lehoux               | 44    | Marcel Lehoux           |       | Bugatti T51      | Bugatti 2.3L I8 Kompressor    |        |
| Guy Moll                    | 46    | Guy Moll                |       | Alfa Romeo Monza | Alfa Romeo 2.3L I8 Kompressor |        |
| Jean-Pierre Wimille         | 48    | Jean-Pierre Wimille     |       | Alfa Romeo Monza | Alfa Romeo 2.3L I8 Kompressor |        |
| Raymond Sommer              | 52    | Raymond Sommer          |       | Alfa Romeo Monza | Alfa Romeo 2.3L I8 Kompressor |        |
| Frédéric Toselli            |       | Frédéric Toselli        | DNA j | Bugatti T37A     | Bugatti 1.5L I4 Kompressor    |        |
| Louis Trintignant           |       | Louis Trintignant       | DNA k | Bugatti T51      | Bugatti 2.3L I8 Kompressor    |        |

### Startaufstellung
Die Startpositionen wurden in der Reihenfolge der vorab zugeteilten Startnummern vergeben.
| Zanelli |           | Félix           |            | Howe      |
|         |           |                 |            |           |
|         | Nuvolari  |                 | Villars    |           |
|         |           |                 |            |           |
| Eyston  |           | Taruffi a       |            | Zehender  |
|         |           |                 |            |           |
|         | Bussienne |                 | Czaykowski |           |
|         |           |                 |            |           |
| Campari |           | von Waldthausen |            | Étancelin |
|         |           |                 |            |           |
|         | Chiron    |                 | Gaupillat  |           |
|         |           |                 |            |           |
| Wimille |           | Moll            |            | Lehoux    |
|         |           |                 |            |           |
|         |           |                 | Sommer     |           |

### Rennergebnis
| Pos. | Fahrer                       | Konstrukteur | Runden | Stopps | Zeit        | Start | Schnellste Runde | Ausfallgrund                 |
| ---- | ---------------------------- | ------------ | ------ | ------ | ----------- | ----- | ---------------- | ---------------------------- |
| 01   | Giuseppe Campari             | Maserati     | 40     | 3      | 3:48:45,4 h | 13    | 5:23,0 min       |                              |
| 02   | Philippe Étancelin           | Alfa Romeo   | 40     | 1      | + 52,0 s    | 11    |                  |                              |
| 03   | George Eyston                | Alfa Romeo   | 39     |        | + 1 Runde   | 8     |                  |                              |
| 04   | Raymond Sommer               | Alfa Romeo   | 39     |        | + 1 Runde   | 19    |                  |                              |
| 05   | Guy Moll                     | Alfa Romeo   | 38     |        | + 2 Runden  | 17    |                  |                              |
| 06   | Julio Villars                | Alfa Romeo   | 34     |        | + 6 Runden  | 4     |                  |                              |
| —    | Piero Taruffi Tazio Nuvolari | Alfa Romeo   | 26     |        | DNF         | 7     |                  | defekte Kraftübertragung     |
| —    | Goffredo Zehender            | Maserati     | 19     |        | DNF         | 6     |                  | gebrochener Stoßdämpfer      |
| —    | Earl Howe                    | Bugatti      | 19     |        | DNF         | 1     |                  | Aufgabe nach Augenverletzung |
| —    | Juan Zanelli                 | Alfa Romeo   | 19     |        | DNF         | 3     |                  | Ausfall                      |
| —    | Pierre Félix                 | Alfa Romeo   | 17     |        | DNF         | 2     |                  | Ausfall                      |
| —    | Stanisław Czaykowski         | Bugatti      | 8      |        | DNF         | 9     |                  | Riss im Getriebegehäuse      |
| —    | Louis Chiron                 | Alfa Romeo   | 6      |        | DNF         | 15    |                  | defekte Kraftübertragung     |
| —    | Tazio Nuvolari               | Alfa Romeo   | 6      |        | DNF         | 5     |                  | defekte Kraftübertragung     |
| —    | Pierre Bussienne             | Bugatti      | 5      |        | DNF         | 10    |                  | Getriebeschaden              |
| —    | Horst von Waldthausen        | Alfa Romeo   | 4      |        | DNF         | 12    |                  | Motorschaden                 |
| —    | Jean-Pierre Wimille          | Alfa Romeo   | 2      |        | DNF         | 18    |                  | Getriebeschaden              |
| —    | Marcel Lehoux                | Bugatti      | 1      |        | DNF         | 16    |                  | defekte Pleuelstange         |
| —    | Jean Gaupillat               | Bugatti      | 1      |        | DNF         | 14    |                  | Zündungsschaden              |